# Ramon Breu Pañella
Ramon Breu i Pañella (Santa Eulàlia, l'Hospitalet de Llobregat, Barcelonès, 1956) és escriptor i professor de secundària. Va estudiar Història Contemporània a la Universitat de Barcelona i sociologia a l'Institut Catòlic d'Estudis Socials de Barcelona. Va crear el portal educatiu Cinescola el 2004 i l'Enciclopèdia Digital d'Educació en Comunicació el 2009. Ha estat redactor de la revista digital Aula Mèdia del 2002 al 2009. És formador a l'Institut de Ciències de l'Educació de la Universitat de Barcelona i de l'Escola d'Estiu d'El Escorial de la Universitat Complutense de Madrid.
Ha estat conseller educatiu de Barcelona Televisió entre 2005 i 2008. Ha escrit articles a les revistes educatives Guix, Aula de Innovación Educativa, Perspectiva Escolar, entre d'altres. Ha guanyat en successives edicions el Premi Consell de l'Audiovisual de Catalunya, tant en personal com dirigint treballs del seu alumnat, com per exemple Elements per a estudiar la telerealitat a secundària (2007). En els darrers anys, seguint una línia de treball que vincula l'educació, el cinema i la memòria històrica, ha col·laborat amb el Memorial Democràtic.

## Obres (selecció)
Narrativa
- La mirada del voltor, novel·la negra (2013).
- Històries secretes (2014).
- La veritat no serveix de res, novel·la negra (2016).
- Temps de plom (2018).
- Lluny del paradís (2018).
- Herois sense horitzó (2019). Alzira: Neopàtria.[4]
- Protocol M. L’afer Comorera (2019). Argentona: Voliana Edicions.[5]
- Volves negres (2020). Almeria: Letrame.[6]
- I a cada casa hi haurà un mort. La mort de Francesc Layret (2020). Lleida: Pagès Editors.[7]
- Barcelona,1951(2021).Argentona: Voliana Edicions.[8]
- El somriure de Jean Seberg (2021). Barcelona: Triangular Edicions.[9]
- Visita inesperada (2021). Almansa: El Toll.[10]
- Les llàgrimes del dictador (2021). Berga: Edicions de L’Albí.[11]

Narrativa juvenil
- Valents aventurers de la nit (2015)
- El cine de Claudia (2015)

Assaig
- La Catalunya soviètica: el somni que venia de Moscou (2011)[12][13]

Educació
- La pantalla infinita. Manual contra l'analfabetisme mediàtic, Premi Marta Mata de Pedagogia 2012[14]
- El cinema de l'Holocaust. Materials d'aprenentatge i reflexió.[15]
- Cinema i educació (2007). Barcelona: Graó.
- El documental como estrategia educativa (2010). Barcelona: Graó.
- Cinescola (2011). Barcelona: Graó.
- 10 ideas clave. Educar en medios de comunicación (2011). Barcelona: Graó.
- Cine para tener ganas de leer (2012). Sevilla: Ediciones Alfar.
- La historia a través del cine (2012), Barcelona: Graó.
- La transició democràtica a Catalunya (2013). Barcelona: Memorial Democràtic.
- La educación Disney (2014). Torrelles de Llobregat: Néctar.
- 101 activitats sobre competència audiovisual (2015). Barcelona: Graó.
- 99 películas que las nuevas generaciones deben conocer (2015). Barcelona: Octaedro.
- Tractar la memòria a l’aula a través del cinema (2015). Barcelona: Memorial Democràtic.
- Patufet en guerra: la il·lusió de la normalitat (2017). Barcelona: Memorial Democràtic.
- L'escola es fa una selfie (2018). Barcelona: Rosa Sensat.
- Deconstruint els mèdia a l’aula (2019). Barcelona: Rosa Sensat.
- Tràveling.cat (2021). Barcelona: Rosa Sensat.

## Premis i reconeixements
- 2004, 2005 i 2007 Premis El CAC a l’Escola[16]
- 2008 Premi Aula a la Millor Pràctica Educativa del Ministeri d’Educació[17]
- 2012 Premi Marta Mata de Pedagogia[18]
- 2012 Premi Film Història de la UB[19]
- 2017 Premi UOC d'Innovació atorgat per la Fundació Carulla a la XXXIX edició dels Premis Baldiri i Reixac per al projecte L'escola es fa una selfie[20]
- 2017 Premi Santa Eulàlia[16]